# 오카지마 다케로
오카지마 다케로(1989년 9월 7일 ~ )는 일본의 야구 선수이자, 현 퍼시픽 리그 도호쿠 라쿠텐 골든이글스의 소속 선수(외야수)이다.